# Parrocchie della diocesi di Mantova

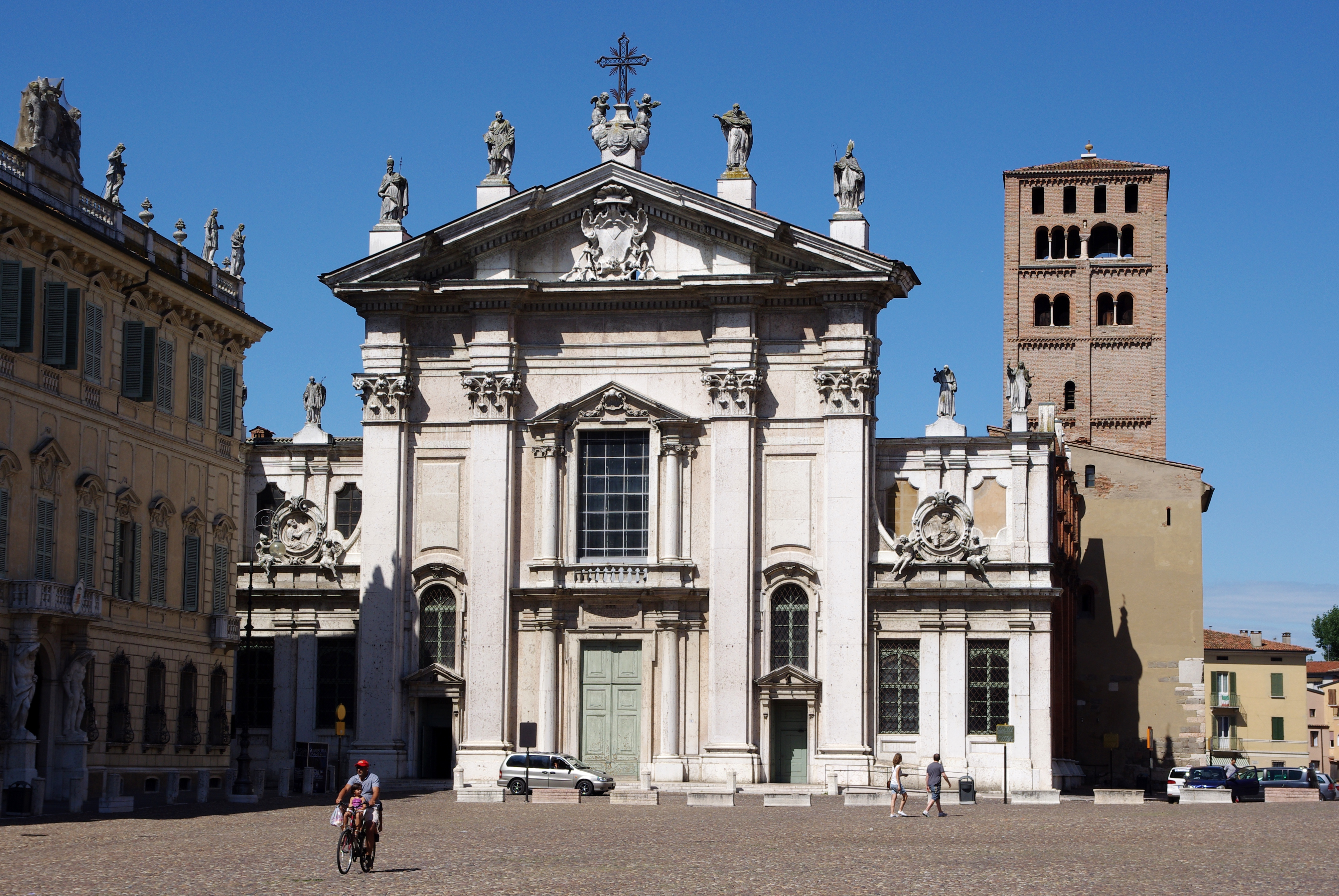
Cattedrale di Mantova

Le parrocchie della diocesi di Mantova sono 168 e sono distribuite in comuni e frazioni appartenenti alle provincie di Mantova e Cremona.

## Vicariati
La diocesi è organizzata in sette vicariati.

### Vicariato urbano Santi Apostoli
Comprende le parrocchie del comune di Mantova. La popolazione del territorio ammonta a 51.532 unità.
| Parrocchia                        | Patrono                                          | Comune  | Frazione/Quartiere | Popolazione | Web |
| --------------------------------- | ------------------------------------------------ | ------- | ------------------ | ----------- | --- |
| Borgo Angeli                      | Santa Maria degli Angeli                         | Mantova | Borgo Angeli       | 2.400       |     |
| Borgo Te Brunetti                 | San Luigi Gonzaga                                | Mantova | Borgo Te Brunetti  | 2.500       |     |
| Borgochiesanuova                  | San Filippo Neri sacerdote                       | Mantova | Borgo Chiesanuova  | 3.000       |     |
| Cattedrale                        | San Pietro apostolo                              | Mantova | centro storico     | 1.600       |     |
| Cittadella                        | San Michele arcangelo                            | Mantova | Cittadella         | 2.400       |     |
| Colle Aperto                      | San Ruffino e Beato Giovanni Bono                | Mantova | Colle Aperto       | 1.700       |     |
| Concattedrale                     | Sant'Andrea apostolo                             | Mantova | centro storico     | 1.600       |     |
| Formigosa                         | Beata Vergine Maria e Sant'Urbano papa e martire | Mantova | Formigosa          | 1.948       |     |
| Frassino                          | Santa Maria dei Miracoli                         | Mantova | Frassino           | 5.100       |     |
| Gradaro                           | Annunciazione della Beata Vergine Maria          | Mantova | centro storico     | 4.500       |     |
| Ognissanti                        | Ognissanti                                       | Mantova | centro storico     | 2.435       |     |
| San Barnaba                       | San Barnaba apostolo                             | Mantova | centro storico     | 3.700       |     |
| San Giuseppe                      | San Giuseppe artigiano                           | Mantova | Borgo Pompilio     | 2.380       |     |
| San Leonardo                      | San Leonardo abate                               | Mantova | centro storico     | 1.175       |     |
| San Pio X                         | San Pio X                                        | Mantova | Valletta Paiolo    | 7.979       |     |
| Santa Maria della Carità          | Santa Maria della Carità                         | Mantova | centro storico     | 2.200       |     |
| Sant'Apollonia                    | Sant'Apollonia vergine e martire                 | Mantova | centro storico     | 1.785       |     |
| Sant'Egidio                       | Sant'Egidio abate                                | Mantova | centro storico     | 2.250       |     |
| Santi Gervasio e Protasio martiri | Santi Gervasio e Protasio martiri                | Mantova | centro storico     | 700         |     |

### Vicariato foraneo Santa Famiglia di Nazareth
Comprende le parrocchie del comune di Bagnolo San Vito, Borgo Virgilio, Castellucchio, Curtatone, Marcaria, Rodigo e della frazione Cizzolo di Viadana. La popolazione del territorio ammonta a 51.865 unità.
| Parrocchia                 | Patrono                                         | Comune                            | Frazione/Quartiere   | Popolazione | Web                                                |
| -------------------------- | ----------------------------------------------- | --------------------------------- | -------------------- | ----------- | -------------------------------------------------- |
| Bagnolo San Vito           | Santi Vito, Modesto e Crescenzia martiri        | Bagnolo San Vito                  | centro               | 2.660       |                                                    |
| Boccadiganda               | Annunciazione della Beata Vergine Maria         | Borgo Virgilio                    | Boccadiganda         | 370         |                                                    |
| Borgoforte                 | San Giovanni Battista                           | Borgo Virgilio                    | Borgoforte           | 800         |                                                    |
| Buscoldo                   | San Marco evangelista                           | Curtatone                         | Buscoldo             | 2.367       |                                                    |
| Campitello                 | San Celestino I papa                            | Marcaria                          | Campitello           | 2.317       |                                                    |
| Canicossa                  | San Mariano martire                             | Marcaria                          | Canicossa            | 393         |                                                    |
| Cappelletta                | Sacratissimo Cuore di Gesù                      | Borgo Virgilio                    | Cappelletta          | 1.730       |                                                    |
| Casatico                   | Annunciazione della Beata Vergine Maria         | Marcaria                          | Casatico             | 840         |                                                    |
| Castellucchio              | San Giorgio martire                             | Castellucchio                     | centro               | 3.519       |                                                    |
| Cerese                     | Natività della Beata Vergine Maria              | Borgo Virgilio                    | Cerese               | 7.000       |                                                    |
| Cesole                     | San Benedetto abate                             | Marcaria                          | Cesole               | 700         |                                                    |
| Cizzolo                    | San Giacomo Maggiore apostolo                   | Viadana                           | Cizzolo              | 860         |                                                    |
| Gabbiana                   | Santissimo Nome di Maria                        | Castellucchio e Marcaria          | Gabbiana             | 994         |                                                    |
| Levata                     | San Tommaso apostolo                            | Curtatone                         | Levata               | 3.530       |                                                    |
| Marcaria                   | San Giovanni Battista                           | Marcaria                          | centro               | 988         | Archiviato l'11 novembre 2013 in Internet Archive. |
| Montanara                  | Immacolata Concezione della Beata Vergine Maria | Curtatone                         | Montanara            | 4.400       |                                                    |
| Ospitaletto                | San Bartolomeo apostolo                         | Castellucchio e Marcaria          | Ospitaletto          | 950         |                                                    |
| Pietole                    | San Celestino I papa                            | Borgo Virgilio                    | Pietole              | 1.400       |                                                    |
| Rivalta sul Mincio         | Santi Vigilio e Donato vescovi e martiri        | Rodigo                            | Rivalta sul Mincio   | 3.064       |                                                    |
| Rodigo                     | Santa Maria della Rosa                          | Rodigo                            | centro               | 2.300       |                                                    |
| Romanore                   | San Giorgio martire                             | Borgo Virgilio                    | Romanore             | 1.165       |                                                    |
| San Biagio                 | San Biagio vescovo e martire                    | Bagnolo San Vito                  | San Biagio           | 2.249       |                                                    |
| San Cataldo                | San Cataldo vescovo                             | Borgo Virgilio                    | San Cataldo          | 837         |                                                    |
| San Giacomo Po             | San Giacomo Maggiore apostolo                   | Bagnolo San Vito                  | San Giacomo Po       | 435         |                                                    |
| San Michele in Bosco       | San Michele arcangelo                           | Marcaria                          | San Michele in Bosco | 682         |                                                    |
| San Nicolò Po              | San Nicola di Bari vescovo                      | Bagnolo San Vito e Borgo Virgilio | San Nicolò Po        | 294         |                                                    |
| San Silvestro di Curtatone | San Silvestro I papa                            | Curtatone                         | San Silvestro        | 3.900       |                                                    |
| Sarginesco                 | Sant'Andrea apostolo                            | Castellucchio                     | Sarginesco           | 890         |                                                    |
| Scorzarolo                 | Santi Pietro e Paolo apostoli                   | Borgo Virgilio                    | Scorzarolo           | 231         |                                                    |

### Vicariato foraneo San Carlo Borromeo
Comprende le parrocchie dei comuni di Acquanegra sul Chiese, Asola, Canneto sull'Oglio, Casalmoro, Casaloldo, Casalromano, Castel Goffredo, Ceresara, Gazoldo degli Ippoliti, Mariana Mantovana, Ostiano, Piubega, Redondesco e Volongo. La popolazione del territorio ammonta a 46.301 unità.
| Parrocchia             | Patrono                                                     | Comune                 | Frazione/Quartiere  | Popolazione | Web |
| ---------------------- | ----------------------------------------------------------- | ---------------------- | ------------------- | ----------- | --- |
| Acquanegra sul Chiese  | San Tommaso apostolo                                        | Acquanegra sul Chiese  | centro              | 2.466       |     |
| Asola                  | Assunzione della Beata Vergine Maria e Sant'Andrea apostolo | Asola                  | centro              | 8.327       |     |
| Barchi                 | San Pietro apostolo                                         | Asola                  | Barchi              | 360         |     |
| Canneto sull'Oglio     | Sant'Antonio abate                                          | Canneto sull'Oglio     | centro              | 4.555       |     |
| Casalmoro              | Santo Stefano protomartire                                  | Casalmoro              | centro              | 1.950       |     |
| Casaloldo              | Assunzione della Beata Vergine Maria                        | Casaloldo              | centro              | 2.632       |     |
| Casalpoglio            | San Lorenzo diacono e martire                               | Castel Goffredo        | Casalpoglio         | 500         |     |
| Casalromano            | San Giovanni apostolo ed evangelista                        | Casalromano            | centro              | 1.153       |     |
| Castel Goffredo        | Sant'Erasmo vescovo e martire                               | Castel Goffredo        | centro              | 9.248       |     |
| Castelnuovo            | Santa Margherita vergine e martire                          | Asola                  | Castelnuovo         | 1.300       |     |
| Ceresara               | Santissima Trinità                                          | Ceresara               | centro              | 1.750       |     |
| Fontanella Grazioli    | San Bartolomeo apostolo                                     | Casalromano            | Fontanella Grazioli | 398         |     |
| Gazoldo degli Ippoliti | Beata Vergine Maria e Sant'Ippolito martire                 | Gazoldo degli Ippoliti | centro              | 2.400       |     |
| Gazzuoli               | Sant'Anna                                                   | Asola                  | Gazzuoli            | 150         |     |
| Mariana Mantovana      | Assunzione della Beata Vergine Maria                        | Mariana Mantovana      | centro              | 800         |     |
| Mosio                  | San Filastro vescovo                                        | Acquanegra sul Chiese  | Mosio               | 605         |     |
| Ostiano                | San Michele arcangelo                                       | Ostiano                | centro              | 3.031       |     |
| Piubega                | San Giacomo Maggiore apostolo                               | Piubega                | centro              | 1.650       |     |
| Redondesco             | San Maurizio martire                                        | Redondesco             | centro              | 1.253       |     |
| San Fermo              | San Fermo martire                                           | Redondesco e Piubega   | San Fermo           | 473         |     |
| San Martino Gusnago    | San Martino vescovo                                         | Ceresara               | San Martino Gusnago | 400         |     |
| Villa Cappella         | Visitazione della Beata Vergine Maria                       | Ceresara               | Villa Cappella      | 320         |     |
| Volongo                | Santi Pietro e Paolo apostoli                               | Volongo                | centro              | 580         |     |

### Vicariato foraneo San Luigi
Comprende le parrocchie dei comuni di Castiglione delle Stiviere, Cavriana, Goito, Guidizzolo, Medole, Monzambano, Ponti sul Mincio, Solferino e Volta Mantovana. La popolazione del territorio ammonta a 64.482 unità.
| Parrocchia                 | Patrono                                                          | Comune                     | Frazione/Quartiere   | Popolazione | Web |
| -------------------------- | ---------------------------------------------------------------- | -------------------------- | -------------------- | ----------- | --- |
| Birbesi                    | San Giorgio martire                                              | Guidizzolo                 | Birbesi              | 692         |     |
| Castelgrimaldo             | Sant'Antonio abate                                               | Cavriana e Volta Mantovana | Castelgrimaldo       | 165         |     |
| Castellaro Lagusello       | San Nicola di Bari vescovo                                       | Monzambano                 | Castellaro Lagusello | 410         |     |
| Castiglione delle Stiviere | Santi Nazario e Celso martiri                                    | Castiglione delle Stiviere | centro               | 19.500      |     |
| Cavriana                   | San Biagio vescovo                                               | Cavriana                   | centro               | 3.778       |     |
| Cereta                     | San Nicola di Bari vescovo                                       | Volta Mantovana            | Cereta               | 815         |     |
| Cerlongo                   | San Giorgio martire                                              | Goito                      | Cerlongo             | 1.507       |     |
| Goito                      | San Pietro apostolo                                              | Goito                      | centro               | 7.905       |     |
| Gozzolina                  | San Vincenzo Ferreri sacerdote e San Vigilio vescovo e martire   | Castiglione delle Stiviere | Gozzolina            | 1.400       |     |
| Grole e Astore             | Santa Giulia vergine e martire e San Francesco Saverio sacerdote | Castiglione delle Stiviere | Grole e Astore       | 1.200       |     |
| Guidizzolo                 | Santi Pietro e Paolo apostoli                                    | Guidizzolo                 | centro               | 6.232       |     |
| Medole                     | Assunzione della Beata Vergine Maria                             | Medole                     | centro               | 4.076       |     |
| Monzambano                 | San Michele arcangelo                                            | Monzambano                 | centro               | 4.859       |     |
| Ponti sul Mincio           | Sant'Antonio abate                                               | Ponti sul Mincio           | centro               | 2.000       |     |
| Solarolo                   | Santa Margherita vergine e martire                               | Goito                      | Solarolo             | 688         |     |
| Solferino                  | San Nicola di Bari vescovo                                       | Solferino                  | centro               | 2.600       |     |
| Vasto                      | San Bartolomeo apostolo                                          | Goito                      | Vasto                | 255         |     |
| Volta Mantovana            | Santa Maria Maddalena                                            | Volta Mantovana            | centro               | 6.400       |     |

### Vicariato foraneo San Pio X
Comprende le parrocchie dei comuni di Bigarello, Castel d'Ario, Castelbelforte, Marmirolo, Porto Mantovano, Roncoferraro, Roverbella, San Giorgio di Mantova e Villimpenta. La popolazione del territorio ammonta a 59.187 unità.
| Parrocchia             | Patrono                                 | Comune                 | Frazione/Quartiere    | Popolazione | Web |
| ---------------------- | --------------------------------------- | ---------------------- | --------------------- | ----------- | --- |
| Bancole                | Santa Maria Maddalena                   | Porto Mantovano        | Bancole               | 6.309       |     |
| Barbasso               | San Pietro apostolo                     | Roncoferraro           | Barbasso              | 1.200       |     |
| Barbassolo             | Santi Cosma e Damiano martiri           | Roncoferraro           | Barbassolo            | 598         |     |
| Bigarello              | Santi Giovanni e Paolo martiri          | Bigarello              | centro                | 128         |     |
| Cadé                   | Santi Filippo e Giacomo apostoli        | Roncoferraro           | Cadé                  | 900         |     |
| Canedole               | San Martino vescovo                     | Roverbella             | Canedole              | 504         |     |
| Casale                 | San Biagio vescovo e martire            | Roncoferraro           | Casale                | 234         |     |
| Castel d'Ario          | Assunzione della Beata Vergine Maria    | Castel d'Ario          | centro                | 4.085       |     |
| Castelbelforte         | San Biagio vescovo e martire            | Castelbelforte         | centro                | 2.957       |     |
| Castiglione Mantovano  | Natività della Beata Vergine Maria      | Roverbella             | Castiglione Mantovano | 1.032       |     |
| Governolo              | Sant'Erasmo vescovo e martire           | Roncoferraro           | Governolo             | 1.760       |     |
| Malavicina             | San Francesco d'Assisi                  | Roverbella             | Malavicina            | 2.500       |     |
| Marengo                | San Valentino sacerdote e martire       | Marmirolo              | Marengo               | 530         |     |
| Marmirolo              | Santi Filippo e Giacomo apostoli        | Marmirolo              | centro                | 5.612       |     |
| Nosedole               | San Matteo apostolo                     | Roncoferraro           | Nosedole              | 320         |     |
| Pellaloco              | San Rocco                               | Roverbella             | Pellaloco             | 320         |     |
| Pozzolo                | Natività della Beata Vergine Maria      | Marmirolo              | Pozzolo               | 1.175       |     |
| Pradello               | San Bartolomeo apostolo                 | Villimpenta            | Pradello              | 410         |     |
| Roncoferraro           | San Giovanni Battista                   | Roncoferraro           | centro                | 1.750       |     |
| Roverbella             | Annunciazione della Beata Vergine Maria | Roverbella             | centro                | 4.480       |     |
| San Giorgio di Mantova | San Giorgio martire                     | San Giorgio Bigarello  | Mottella              | 8.359       |     |
| Sant'Antonio           | Sant'Antonio di Padova                  | Porto Mantovano        | Sant'Antonio          | 7.200       |     |
| Soave                  | Natività della Beata Vergine Maria      | Porto Mantovano        | Soave                 | 1.850       |     |
| Stradella              | Natività della Beata Vergine Maria      | Bigarello              | Stradella             | 1.631       |     |
| Villa Garibaldi        | Santi Mariano e Giacomo martiri         | Roncoferraro           | Villa Garibaldi       | 697         |     |
| Villagrossa            | Santo Stefano protomartire              | Castel d'Ario          | Villagrossa           | 145         |     |
| Villanova Maiardina    | Santissimo Nome di Maria                | San Giorgio di Mantova | Villanova Maiardina   | 701         |     |
| Villimpenta            | San Michele arcangelo                   | Villimpenta            | centro                | 1.800       |     |

### Vicariato foraneo Sant'Anselmo
Comprende le parrocchie dei comuni di Gonzaga, Moglia, Motteggiana, Pegognaga, San Benedetto Po e Suzzara. La popolazione del territorio ammonta a 52.948 unità.
| Parrocchia                    | Patrono                                                                | Comune                       | Frazione/Quartiere | Popolazione | Web                                                |
| ----------------------------- | ---------------------------------------------------------------------- | ---------------------------- | ------------------ | ----------- | -------------------------------------------------- |
| Bardelle-Gorgo                | Beata Vergine Maria Regina e Santa Scolastica                          | San Benedetto Po             | Bardelle e Gorgo   | 1.419       |                                                    |
| Bondanello                    | Esaltazione della Santa Croce                                          | Moglia                       | Bondanello         | 1.200       |                                                    |
| Bondeno                       | San Tommaso apostolo                                                   | Gonzaga                      | Bondeno            | 1.900       |                                                    |
| Brede                         | Santa Margherita vergine e martire                                     | San Benedetto Po             | Brede              | 350         |                                                    |
| Brusatasso                    | San Michele arcangelo                                                  | Suzzara                      | Brusatasso         | 850         |                                                    |
| Galvagnina-Zovo in Galvagnina | Immacolata Concezione della Beata Vergine Maria e San Floriano martire | Pegognaga e San Benedetto Po | Galvagnina e Zovo  | 360         |                                                    |
| Gonzaga                       | San Benedetto abate                                                    | Gonzaga                      | centro             | 5.638       |                                                    |
| Moglia                        | San Giovanni Battista                                                  | Moglia                       | centro             | 5.000       |                                                    |
| Motteggiana                   | San Girolamo sacerdote e dottore della Chiesa                          | Motteggiana                  | centro             | 877         |                                                    |
| Palidano                      | San Sisto II papa e martire                                            | Gonzaga                      | Palidano           | 1.500       |                                                    |
| Pegognaga                     | San Lorenzo martire                                                    | Pegognaga                    | centro             | 5.700       |                                                    |
| Polesine                      | San GIacomo Maggiore apostolo                                          | Pegognaga                    | Polesine           | 1.096       |                                                    |
| Portiolo                      | San Paolo primo eremita                                                | San Benedetto Po             | Portiolo           | 800         |                                                    |
| Riva                          | San Colombano abate                                                    | Suzzara                      | Riva               | 715         |                                                    |
| Sailetto                      | San Leone Magno papa                                                   | Suzzara e Motteggiana        | Sailetto           | 745         |                                                    |
| San Benedetto Po              | San Benedetto abate                                                    | San Benedetto Po             | centro             | 4.550       | Archiviato l'11 novembre 2013 in Internet Archive. |
| San Prospero                  | San Prospero vescovo                                                   | Suzzara                      | San Prospero       | 325         |                                                    |
| San Siro                      | San Siro vescovo                                                       | San Benedetto Po             | San Siro           | 400         |                                                    |
| Sacra Famiglia di Suzzara     | Sacra Famiglia di Gesù, Maria e Giuseppe                               | Suzzara                      | nord-ovest         | 6.500       |                                                    |
| Suzzara                       | Immacolata Concezione della Beata Vergine Maria                        | Suzzara                      | centro             | 11.000      |                                                    |
| Tabellano                     | San Nicola di Bari vescovo                                             | Suzzara                      | Tabellano          | 900         |                                                    |
| Torricella                    | San Benedetto abate                                                    | Motteggiana                  | Torricella         | 350         |                                                    |
| Villa Saviola                 | San Michele arcangelo                                                  | Motteggiana                  | Villa Saviola      | 773         |                                                    |

### Vicariato foraneo Madonna della Comuna
Comprende le parrocchie dei comuni di Borgofranco sul Po, Carbonara di Po, Felonica, Magnacavallo, Ostiglia, Pieve di Coriano, Poggio Rusco, Quingentole, Quistello, Revere, San Giacomo delle Segnate, San Giovanni del Dosso, Schivenoglia, Sermide, Serravalle a Po, Sustinente e Villa Poma. La popolazione del territorio ammonta a 46.589 unità.
| Parrocchia                | Patrono                                                  | Comune                    | Frazione/Quartiere      | Popolazione | Web |
| ------------------------- | -------------------------------------------------------- | ------------------------- | ----------------------- | ----------- | --- |
| Bonizzo                   | San Giacomo Maggiore apostolo                            | Borgofranco sul Po        | Bonizzo                 | 224         |     |
| Borgofranco sul Po        | San Giovanni Battista                                    | Borgofranco sul Po        | centro                  | 554         |     |
| Carbonara di Po           | Assunzione della Beata Vergine Maria                     | Carbonara di Po           | centro                  | 1.425       |     |
| Correggioli               | San Bernardino da Siena sacerdote                        | Ostiglia                  | Correggioli             | 1.000       |     |
| Dragoncello-Stoppiaro     | Beata Vergine Maria Ausiliatrice e Santa Maria Maddalena | Poggio Rusco              | Dragoncello e Stoppiaro | 275         |     |
| Felonica Po               | Assunzione della Beata Vergine Maria                     | Felonica                  | centro                  | 1.441       |     |
| Libiola                   | Santa Cecilia vergine e martire                          | Serravalle a Po           | Libiola                 | 855         |     |
| Magnacavallo              | Santi Pietro e Paolo apostoli                            | Magnacavallo              | centro                  | 1.696       |     |
| Malcantone                | Sant'Anselmo vescovo di Lucca                            | Sermide                   | Malcantone              | 320         |     |
| Moglia di Sermide         | Natività della Beata Vergine Maria                       | Sermide                   | Moglia                  | 1.050       |     |
| Nuvolato                  | San Fiorentino martire                                   | Quistello                 | Nuvolato                | 620         |     |
| Ostiglia                  | Assunzione della Beata Vergine Maria                     | Ostiglia                  | centro                  | 6.225       |     |
| Pieve di Coriano          | Assunzione della Beata Vergine Maria                     | Pieve di Coriano          | centro                  | 1.064       |     |
| Poggio Rusco              | Santissimo Nome di Maria                                 | Poggio Rusco              | centro                  | 6.100       |     |
| Quatrelle                 | Natività della Beata Vergine Maria                       | Felonica                  | Quatrelle               | 199         |     |
| Quingentole               | San Lorenzo diacono e martire                            | Quingentole               | centro                  | 1.213       |     |
| Quistello                 | San Bartolomeo apostolo                                  | Quistello                 | centro                  | 4.550       |     |
| Revere                    | Annunciazione della Beata Vergine Maria                  | Revere                    | centro                  | 2.952       |     |
| Sacchetta                 | Annunciazione della Beata Vergine Maria                  | Sustinente                | Sacchetta               | 568         |     |
| San Giacomo delle Segnate | San Giacomo Maggiore apostolo                            | San Giacomo delle Segnate | centro                  | 1.780       |     |
| San Giovanni del Dosso    | San Giovanni Battista                                    | San Giovanni del Dosso    | centro                  | 1.285       |     |
| San Rocco                 | San Rocco                                                | Quistello                 | San Rocco               | 409         |     |
| Santa Croce               | Esaltazione della Santa Croce                            | Sermide                   | Santa Croce             | 547         |     |
| Schivenoglia              | San Francesco d'Assisi                                   | Schivenoglia              | centro                  | 1.295       |     |
| Sermide                   | Santi Pietro e Paolo apostoli                            | Sermide                   | centro                  | 4.440       |     |
| Serravalle Po             | Santi Filippo e Giacomo apostoli                         | Serravalle a Po           | centro                  | 769         |     |
| Sustinente                | San Michele arcangelo                                    | Sustinente                | centro                  | 1.696       |     |
| Villa Poma                | San Michele arcangelo                                    | Villa Poma                | centro                  | 2.037       |     |